# Lenguas dani
Las lenguas dani son una familia lingüística dentro de las lenguas trans-neoguineanas (TNG) habladas por los dani, los lani y los yali, etnias de las Tierras Altas de Irian Jaya. El nombre dani proviene del nombre ndani que era como los moni con los que Matthew Stirling tuvo contacto, llamaban a los hablantes de estas lenguas. La principal concentración de hablantes de estas lenguas se da en la región del Valle de Baliem (o Gran Valle Dani).

## Clasificación
W. A. Foley (2003) considera que su pertenencia a las lenguas TNG ha sido bien establecida. Léxicamente parecen tener estar cerca de las lenguas de los lagos Paniai (lagos Wissel) y algo más remotamente con las lenguas de Bomberai occidental, aunque la relación con estos dos grupos todavía no están bien claros. A. Capell (1962) había considerado que el grupo de lenguas más cercanamente emparentado con las lenguas dani podría haber sido el de las lenguas kwerba, conjetura esta última que M. Ross rechaza por falta de evidencia.

### Clasificación interna
Usualmente las lenguas dani se dividen en tres ramas:
- Rama dani nuclear: Hupla, Nggem, Walak, Dani del alto Baliem, Dani del bajo Baliem, Dani del Baliem medio, Dani occidental.
- idioma wano
- Rama ngalik [pocos datos disponibles]: Nduga, Silimo, Ninia Yali, Yali de Pass Valley, Yali de Angguruk.

Las lenguas ngalik que están mal documentadas (M. Ross, ni tan siquiera pudo encontrar las formas de los pronombres para clasificarlas), por lo que tal vez la clasificación anterior sufra modificaciones en el futuro.

## Comparación léxica
Los numerales en diferentes lenguas dani:
| GLOSA         | Dani (nuclear)    | Dani (nuclear)                   | Dani (nuclear)        | Wano                  | Ngalik             | PROTO- DANI       |
| GLOSA         | Dani oc.          | Nggem                            | Walak                 | Wano                  | Ninia Yali         | PROTO- DANI       |
| ------------- | ----------------- | -------------------------------- | --------------------- | --------------------- | ------------------ | ----------------- |
| '1' 'meñique' | ambit             | ambit                            | ambi                  | aˈᵐbui                | mɪ'sɪʔ             | *ámbi-            |
| '2' 'anular'  | mbere             | mberen                           | mbere                 | ᵐbɛˈɾɛ                | piˈrɛn             | *mbirén           |
| '3' 'medio'   | kenagan           | heŋgam                           | 2 + 1                 | kɛˈna                 | hɪna'hən           | *kenagam          |
| '4'           | 2 + 2             | 2 + 2                            | 2 + 2                 | 2 + 2                 | u'hən 'índice'     | *2+2/ 'índice'    |
| '5'           | eeŋgi-toɡon       | niŋgis ambi diŋgilik             | niŋgis penakge diŋgik | nɛˈŋɡit̚ pɛmɛˌnɔɣaˈpik̚ | fu'wab 'pulgar'    | *'mano'/ 'pulgar' |
| '6'           | 'mano' + 1        | 'mano' + 1                       | 'mano' + 1            | 'mano' + 1            | falfa'lik 'muñeca' |                   |
| '7'           | 'mano' + 2        | 'mano' + 2                       | 'mano' + 2            | 'mano' + 2            | sa'bɪt 'antebrazo' |                   |
| '8'           | 'mano' + 3        | 'mano' + 3                       | 'mano' + 3            | 'mano' + 3            | lɪ'kɪn 'codo'      |                   |
| '9'           | 'mano' + 3        | 'mano' + 4                       | 'mano' + 4            | 'mano' + 4            | sɔ'hɔ 'bíceps'     |                   |
| '10'          | eeŋgi apit luŋguk | niŋgis penak-penak obok diŋgilik | niyok ambi inom       | 2 x 5                 | num 'hombro'       |                   |